# 埇橋区
埇橋区（ようきょう-く）は中華人民共和国安徽省宿州市に位置する市轄区。

## 行政区画
- 街道:埇橋街道、沱河街道、道東街道、東関街道、三里湾街道、南関街道、西関街道、北関街道、汴河街道、三八街道、城東街道、金海街道
- 鎮:符離鎮、芦嶺鎮、朱仙荘鎮、褚蘭鎮、曹村鎮、夾溝鎮、欄桿鎮、時村鎮、永安鎮、灰古鎮、大店鎮、大沢郷鎮、桃園鎮、蘄県鎮、大営鎮、順河鎮、蒿溝鎮、楊荘鎮、解集鎮、苗庵鎮、支河鎮、桃溝鎮、永鎮鎮、西二鋪鎮
- 郷:北楊寨郷